# Instituto Histórico-Cultural da Aeronáutica

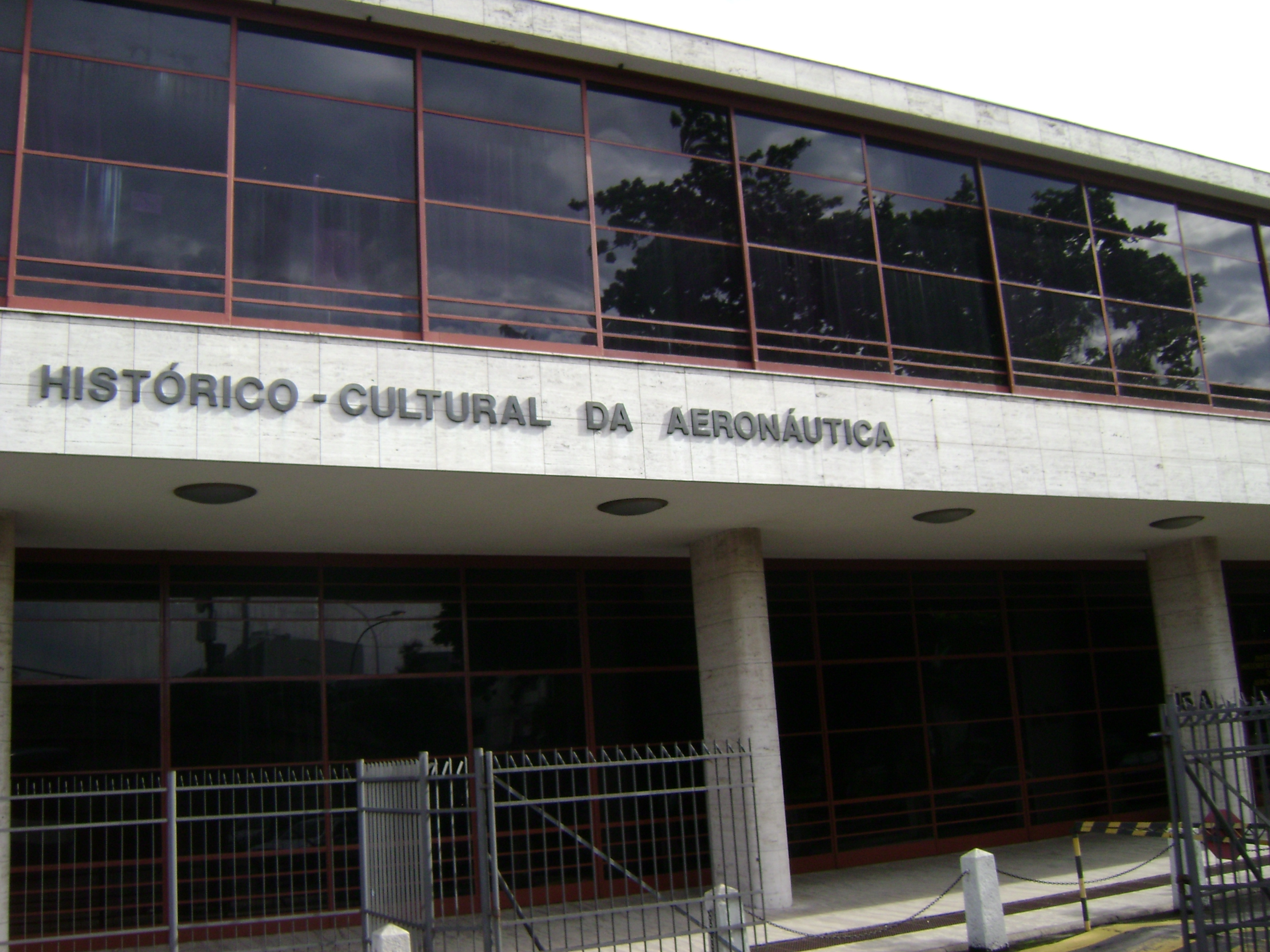
Fachada da INCAER.

O Instituto Histórico-Cultural (INCAER) é uma Organização da Força Aérea Brasileira que preserva a memória da Aviação do Brasil e se dedicada à pesquisa e ao registro de fatos relacionadas a ela. 
Foi criado em 27 de junho de 1986 com sede no prédio onde funcionou a Estação de Passageiros de Hidroaviões do Aeroporto Santos-Dumont, no Rio de Janeiro. O Museu Aeroespacial está subordinado administrativamente ao INCAER.

## A sede do INCAER
A Estação de Passageiros de Hidroaviões foi projetada pelo arquiteto e urbanista Attilio Corrêa Lima, construída às margens da Baía de Guanabara e inaugurada pelo então Presidente Getúlio Vargas em 29 de outubro de 1938. 
Com a evolução tecnológica e a obsolescência dos hidroaviões, a estação foi abandonada, caindo em desuso a partir de 1942. Foi cedida pelo então Ministério da Aeronáutica para aproveitamento pelo Clube de Aeronáutica, cuja sede era ao lado. Por sua importância histórica, o edifício foi tombado em 29 de janeiro de 1957, mantendo-se sua forma original até hoje. Em 1986, passou a ser ocupado pelo Instituto Histórico-Cultural da Aeronáutica, tornando-se a sua sede definitiva.

## Atividades
Em sua sede são realizados periodicamente eventos ligados à Aviação, além de possuir uma Biblioteca especializada em literatura aeronáutica, onde pesquisadores e interessados podem usufruir deste acervo de características tão peculiares.
O INCAER também coordena o Clube do Livro, que proporciona a sociedade o acesso por baixo custo a obras literárias editadas pelo INCAER ou cedidas em consignação pelos autores, divulgando a cultura e a história aeronáutica.
Com a necessidade de promover o enriquecimento intelectual do público interno e externo, estimular a propagação de nossos valores e consolidar a imagem da Instituição junto à sociedade brasileira, o INCAER criou, em 26 de fevereiro de 2010, o seu sistema de gestão cultural: SISTEMA DE PATRIMÔNIO HISTÓRICO E CULTURAL DO COMANDO DA AERONÁUTICA – SISCULT - com a finalidade de planejar, orientar, coordenar e controlar as atividades culturais no âmbito da Força Aérea Brasileira.

## Endereço
Praça Marechal Âncora, 15-A, Centro, Rio de Janeiro.